# Юрій Двіжон
Юрій Двіжон (ім'я при народженні Юрій Двіжона, також відомий як Dvizhon; нар.  31 січня 1993, Тернопіль) — український режисер та кліпмейкер.

## Життя і творчість
Народився у Тернополі. В 17 років зі своїм братом-близнюком переїхав до Києва та почав навчатися в Київському національному університеті культури та мистецт. З 18 років Двіжон почав працювати на телебаченні асистентом режисера на проекті  «Моя правда» (СТБ). Пізніше, на проектах «Холостяк», «Кохана, ми вбиваємо дітей». Також трохи попрацював на «Від пацанки до панянки», «Голос Країни» та «Половинки». Паралельно крім телебачення був асистентом одного з київських кліпмейкерів.
17 травня 2019 року в Міжнародний день боротьби з гомофобією, трансфобією та біфобією, КиївПрайд спільно з Двіжоном запустили інформкампанію «Борітеся — поборете!». Метою проєкту було привернути увагу до проблеми дискримінації ЛГБТ людей в Україні. 19 червня у Києві відбулася показ документального фільму «Не ховай очей-2. Наші в США», про долі українських ЛГБТ-емігрантів, режисером та продюсером якого виступив Двіжон.

## Особисте життя
Двіжон — відкритий гей. Камінг-аут хлопця відбувся у 18 років, він відкрився своєму братові. Публічний камінг-аут Юрій зробив вже в 2018 році випустивши кліп на пісню Ірини Білик «Не ховай очей».

## Відеографія
| Рік  | Назва           | Виконавець                 | Дж.   |
| ---- | --------------- | -------------------------- | ----- |
| 2016 | «Аура»          | Алекс Захарчук             |       |
| 2016 | «Волшебники»    | Ірина Білик                |       |
| 2017 | «Закохався»     | Роман Скорпіон             |       |
| 2017 | «Между Нами»    | Merlich                    |       |
| 2017 | «Неправильно»   | Артем Качер                |       |
| 2017 | «Викраду»       | Павло Зібров               |       |
| 2017 | «Chikabella»    | Амадор Лопес & «Rumbero's» |       |
| 2017 | «Лживы»         | Любочка                    |       |
| 2017 | «Не говори»     | Elton                      |       |
| 2018 | «Не питай»      | Ірина Білик                |       |
| 2018 | «Mi Musica»     | «Rumbero's»                |       |
| 2018 | «Не ховай очей» | Ірина Білик                | [ 5 ] |
| 2018 | «Поближе»       | Любочка                    |       |
| 2018 | «Заново»        | Буянова                    |       |
| 2018 | «И всё хорошо»  | RULADA                     |       |
| 2018 | «Наш час»       | ERÔMIN                     |       |
| 2018 | «Саме той»      | Анастасія Приходько        |       |
| 2018 | «Постіль»       | Jerry Heil                 |       |
| 2018 | «Чому»          | «Анна-Марія»               |       |
| 2019 | «Про весну»     | Христина Соловій           |       |
| 2019 | «My Road»       | «Анна-Марія»               |       |
| 2019 | «Цілуй Мене»    | Shy & «Pianoбой»           |       |

## Фільмографія

### Документальні фільми
| Рік  | Назва                                          | Примітки       | Дж.   |
| ---- | ---------------------------------------------- | -------------- | ----- |
| 2018 | «Не ховай очей»                                |                |       |
| 2019 | «Не ховай очей-2. Наші в США»                  | Також продюсер | [ 4 ] |
| 2022 | «Ірина Фаріон: Діва українського націоналізму» |                | [ 6 ] |
| 2023 | «Шлюбна (не)рівність в Україні»                |                |       |